# Віденські вальси
«Віденські вальси» (англ. Waltzes from Vienna, альтернативна назва — Strauss' Great Waltz) — англійська музична біографічна мелодрама режисера Альфреда Хічкока 1934 року.

## Сюжет
Відень, місто безтурботного життя і вуличних кафе. Тут проживає родина великого композитора Йоганна Штрауса, молодший син якого Йоганн-молодший, як і його батько пише музику, але на жаль його твори нікому не цікаві, а ще й до того всього він закоханий у дочку господаря популярного кафе.
Батько дівчини, в яку закоханий молодший Штраус, намагається змусити його забути захоплення музикою і працювати в пекарні, оскільки він зневажливо ставиться до музикантів і не вважає це гідною справою для чоловіка. Волею долі молода людина отримує шанс довести всім, що він, як і батько, може написати гарний вальс. Графиня Хельга фон Стал, почувши, як він грає, запропонувала йому написати вальс на її вірші про блакитний Дунай, який вона згодом береться опублікувати.

## У ролях
- Есмонд Найт — Йоганн Штраус-молодший
- Джессі Метьюз — Рейзі
- Едмунд Гвен — Йоганн Штраус-старший
- Фей Комптон — графиня Хельга фон Стал
- Френк Воспер — принц Гюстав
- Роберт Гейл — Ебезедер
- Маркус Беррон — Дрекстер
- Чарльз Геслоп — слуга
- Бетті Гантлі-Райт — камеристка
- Гіндл Едгар — Леопольд
- Сибіл Гроув — мадам Фуше
- Білл Шайн — Карл
- Бертрам Денч — машиніст локомотива
- Б. М. Льюїс — Домеєр
- Сиріл Сміт — секретар

## Цікаві факти
- В інтерв'ю з режисером Франсуа Трюффо в 1964 році, а також багатьох інших інтерв'ю, Гічкок відгукувався про цей фільм, як про найбільшу невдачу в його кар'єрі.